# Joseph Dominicus von Lamberg
Joseph Dominicus von Lamberg (ur. 8 lipca 1680 w Styrii, zm. 30 sierpnia 1761 w Pasawie) – austriacki kardynał.

## Życiorys
Urodził się 8 lipca 1680 roku w Styrii, jako syn Franza Josepha von Lamberga i Anny Marii von Trautmannsdorf. Wraz z bratem wyjechał do Rzymu, gdzie studiował na Collegio Clementino, a następnie na Uniwersytecie Bolońskim. Po studiach został prałatem Najwyższego Trybunału Sygnatury Apostolskiej, jednak krótko później musiał wracać do ojczyzny. 21 września 1703 roku przyjął święcenia kapłańskie. Następnie został kanonikiem kapituły katedralnej Pasawy i wikariuszem generalnym Enns. 13 marca 1712 roku został wybrany biskupem Seckau, a 4 lipca przyjął sakrę. 2 stycznia 1723 roku kapituła wybrała go biskupem Pasawy, co zostało potwierdzone przez papieża 15 marca. Często wizytował swoją diecezję, gdzie mianował proboszczów i erygował parafie i rozdawał dobra ubogim. 20 grudnia 1737 roku, z rekomendacji Karola VI został kreowany kardynałem prezbiterem i otrzymał kościół tytularny San Pietro in Montorio. Zmarł 30 sierpnia 1761 roku w Pasawie.